# Eustomias decoratus
Eustomias decoratus is een straalvinnige vissensoort uit de familie van Stomiidae. De wetenschappelijke naam van de soort is voor het eerst geldig gepubliceerd in 1971 door Gibbs.